# Новорічна битва 1968 року
Новорічна битва 1968 року — військова сутичка у В'єтнамській війні, що почалася ввечері 1 січня 1968 року. У битві брали участь загони 25-ї піхотної дивізії армії США та полк В'єтнамської народної армії.

## Передумови
Наприкінці 1967 року Папа Римський Павло VI проголосив 1 січня днем миру і закликав в'єтнамців та американців примиритися. В'єтконг також проголосив 36-годинне припинення вогню. Група американських військових патрулювала Камбоджійський кордон, сподіваючись виявити загони В'єтнамської народної армії чи доставку зброї та запасів партизанам В'єтконгу по «стежці Хо Ши Міна». Дві роти 25-ї піхотної дивізії армії США організували похідну базу (виставили периметр) з артилерією за 11 км від Камбоджійського кордону у провінції Тейнінь. База була розташована біля поєднання доріг 244 та 246 неподалік від гори Чорна Діва (англ. Black Virgin Mountain). Американські війська щойно облаштували посадкове місце для гелікоптерів. Цього дня солдатам привезли різдвяні листівки і посилки з дому.

## Битва
Вночі 1 січня за шість годин до закінчення перемир'я 2500 солдатів полку В'єтнамської народної армії та солдати 9-ї дивізії В'єтконгу атакували позиції американців. В'єтнамці провели три хвилі наступу і змогли проникнути через периметр. Перша хвиля солдат В'єтнамської народної армії розпочалася після тяжкого мінометного бомбардування бази за півгодини до півночі. Американці змогли відкинути атаки за допомогою артилерії та підтримки з повітря (загалом 28 вильотів гелікоптерів та бомбардувальників AC-47 Spooky). Втрати з в'єтнамського боку — 348 осіб (за підрахунками армії США), американські втрати склали 23 вбитих і 153 поранених. Остання сутичка відбулася о 5-й ранку, коли в'єтнамці покинули поле битви. Війська В'єтнамської народної армії відійшли на південь.

## Вплив
Після цієї битви 31 січня 1968 року партизани організували Тетський наступ по всьому Південному В'єтнаму, коли також була порушена домовленість про припинення вогню. Новорічна битва 1968 року мала б навчити американські війська не довіряти перемир'ю з ворогом.

## У мас-медіа
Серед солдат, що брали участь у битві були майбутній письменник Лері Хейнмен (анг. Larry Heinemann) та майбутній режисер Олівер Стоун (анг. Oliver Stone). Хейнмен написав книгу про свою службу у В'єтнамі, назвою якої стала назва гори Чорної Діви — Black Virgin Mountain: A Return to Vietnam. Олівер Стоун інсценував битву у фільмі Взвод (анг. Platoon). Фінальні сцени фільму за словами ветеранів дуже реалістично передають Новорічну битву 1968 року.